# Oshituthi shomagongo
Oshituthi shomagongo é a festa dos frutos da marula (Sclerocarya birrea, árvore da África Oriental também chamada canhoeiro), que se celebra entre o final de março e o começo de abril durante dois ou três dias. Este evento festivo reúne oito comunidades do povo Ovambo no norte da Namíbia e concentra-se no consumo de uma bebida chamada "omagongo", que é feita com estes frutos.
Durante os preparativos para a festa, homens talham copos de madeira, esculpem pequenas abóboras para acondicionar e servir a bebida, e fabricam instrumentos com cornos de vaca para perfurar o fruto. As mulheres, por outro lado, tecem cestas e fazem as panelas de barro que serão usadas para fazer o "omagongo". Com a ajuda dos filhos, recolhem os frutos maduros, extraem os seus sucos e colocam-no a fermentar nos potes durante dois a sete dias. Ao realizar essas tarefas, falam sobre questões que lhes dizem respeito - por exemplo, problemas familiares - e cantam canções tradicionais, recitam poemas e trocam conhecimentos sobre artesanato, como  cestaria e cerâmica. O processo de fabrico da bebida com os frutos da marula reúne jovens e anciãos da comunidade, facilitando assim a troca de conhecimentos e práticas que são transmitidos informalmente através da observação, participação ativa e emulação. Uma vez terminado o processo de fermentação do "omagongo", esta bebida é servida, acompanhada de preparações culinárias tradicionais, aos membros das comunidades e aos seus convidados. Realizado em ambiente descontraído, este evento festivo é um evento social durante o qual os homens contam histórias e os participantes, como um todo, fazem amigos, cantam e dançam.
O "oshituthi shomagongo" foi integrado pela UNESCO em 2015 na lista representativa do Património Cultural Imaterial da Humanidade.